# Vodní nádrž Plumlov
Vodní nádrž Plumlov (též plumlovská přehrada) se nachází na říčce Hloučele, asi 3 km západně od města Prostějov. Nachází se na katastrálních územích Stichovic, Mostkovic a Plumlova. Je jednou z nejstarších přehradních nádrží v Česku. Rozloha činí 65 ha, objem 5,5 mil. m³. Důvodem stavby bylo značné kolísání hladiny v říčce Hloučela. V suchých měsících způsobovalo nedostatek pitné vody, v jarních měsících záplavy. O stavbě bylo rozhodnuto po rozsáhlých povodních počátkem 20. století. Stavbu povolilo prostějovské hejtmanství v roce 1911.

## Historie
Stavba Vodní nádrže Plumlov začala v roce 1913. Okolní obyvatelé byli proti, obecní výbory navrhovaly místo stavby nové přehrady pouze prohloubení původních rybníků a zesílení jejich hrází. Zemský moravský výbor v Brně ale 22. prosince 1911 stavbu schválil. Přehrada měla být hotova do 5 let. Hned v druhém roce stavby, roku 1914, byla ale stavba přerušena první světovou válkou.
Na počátku července roku 1920 následkem průtrží mračen, způsobila velká voda na ještě nedostavěné přehradě značné škody. Protrhla se rozestavěná hráz a voda zaplavila okolní obce.
Stavba pokračovala v letech 1921 až 1932, kdy byla dokončena. Prvním stavbyvedoucím byl Ing. Dr. Karel Navrátil - vrchní zemský stavební rada. Po válce vedení stavby převzal Ing. Vladimír Vrtěl.[zdroj?]
Na stavbě přehrady pracovali i váleční zajatci z Itálie. Měli za úkol odstřelovat skálu, ze které se sypala hráz. Tu pak ručně po kolejnicích převáželi k hrázi. Od té doby se skále říká Talijánská skála. Stavba nádrže probíhala na místě dvou středověkých rybníků. Zlechovského (vyšší), po jehož bývalé hrázi je možné v dnešní době při snížené hladině vody přehradu na šířku přejít, a Stichovického (nižší), jeho hráz byla v místech hráze současné přehrady. Během stavby byl splněn požadavek, aby nebyl vypuštěn Stichovický rybník. Hráz se proto musela sypat do tohoto rybníka. Aby mohla být vypuštěna voda ze stavební jámy, byla vyhloubena jímka 400 metrů dlouhá, zhotovená ze dvou štětinových stěn. Ty byly od sebe vzdáleny 2 metry. Byly použity piloty o průměru asi 30 cm a fošny až 12 m dlouhé, silné 10 cm. Při stavbě hráze musel být zrušen přítok vody na levém břehu k mlýnu Františka Umlaufa. Mlýn byl zrušen a jeho majitel byl odškodněn částkou 55 000 Kč.[zdroj?]
Přehrada byla napuštěna v roce 1933 a v roce 1936 zkolaudována. Finální cena stavby dvanáctkrát převýšila odhady.

## Popis

### Hráz

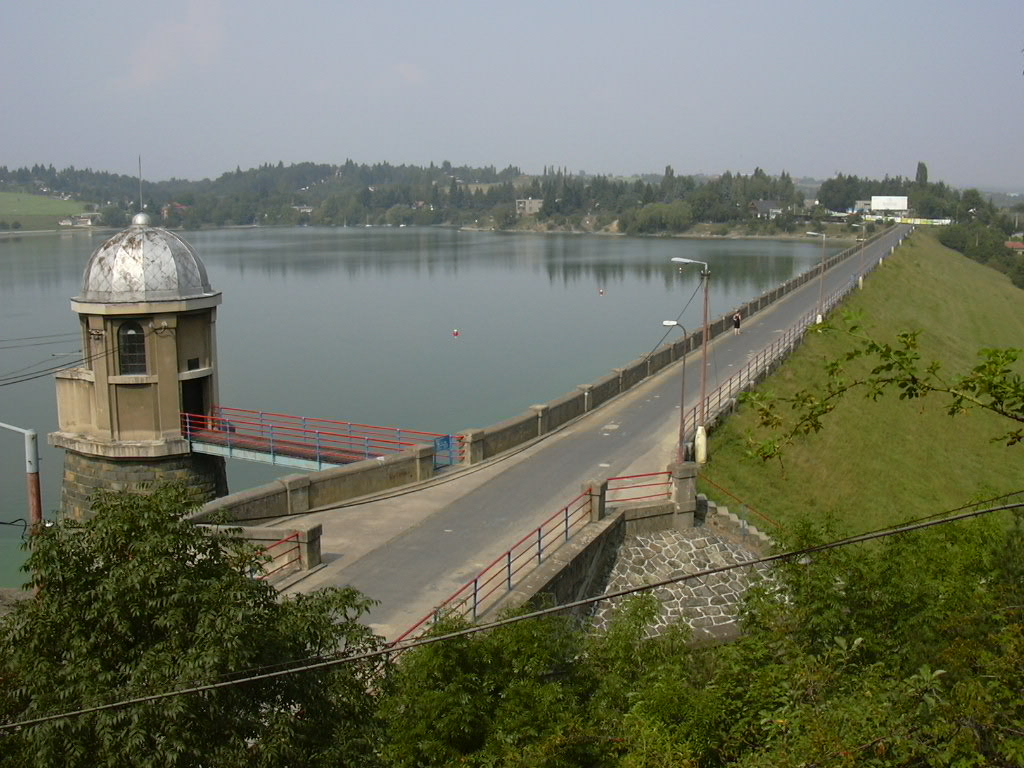
Přehrada

Zemní sypaná hráz je v koruně dlouhá 464,5 m a 6 m široká. Výška koruny hráze nade dnem přehrady je 17 m. Nadmořská kóta koruny je 278,56 m n. m. Kóta maximální hladiny je 277,5 m n. m. Na jižním konci hráze, u výpustě, se nachází boční nehrazený přeliv. Jeho délka je 61,1 m. Kóta přelivu je 276,4 m n. m. Propustnost přelivu je při maximální hladině 133,53 m³/s. U výpustě je umístěna jedna turbína Banki - Cink o výkonu 31 kW. Její hltnost je 0,128-0,342 m³/s. Spád je 8,6 m.

### Pobřeží, dno
Vodní plocha připomíná tvarem chobot. Na severním a západním břehu je domovní zástavba, na jižním les a na jihovýchodě chatová osada. Severozápadní břeh lemuje silnice z Prostějova do Plumlova.

### Pláže
Na každé straně přehrady je jedna velká pláž. Na severní straně ve Stichovicích je to písčitá pláž s mírným spádem dna bez oplocení ("U Lázníčků"). Je zde občerstvení, parkování, motorest, upravený přístup do vody a kemp. Na jižní straně v Mostkovicích je to písčitá a travnatá pláž s vymezeným prostorem pro neplavce ("U Vrbiček"). Pláž je vybavena dřevěnými lehátky, občerstvením, půjčovnou loděk a šlapadel, prolézačkami s nedalekou restaurací Panel. Asi 300 metrů od pláže nad výpustí se nachází Autokemp Přehrada.

## Využití
Hlavním motivem stavby vodní nádrže bylo snížení povodňových průtoků a zajištění trvalého minimálního průtoku říčky Hloučely. Dále zajištění odběru povrchové vody z toku pod přehradou, provizorní zásobování pitnou vodou Prostějova, rekreační využití a chov ryb. Od roku 1997 přibyla výroba elektrické energie v MVE.
Na březích a hladině plumlovské přehrady se pravidelně konají kulturní akce. Mezi nejznámější v současnosti patří závody Dračích lodí, Mezinárodní hudební festival pro děti a mládež se zdravotním postižením, hudební koncerty a festival Keltská noc, který své místo konání ale přesunul o dva kilometry na západ k Podhradskému rybníku. Dále je možno navštívit Letní kino Mostkovice nad hrází přehrady.

## Revitalizace
Z důvodu dlouhodobě špatné kvality vody, bylo po zhruba 80 letech existence přehrady rozhodnuto o její kompletní revitalizaci spočívající zejména v úplném vypuštění, vybagrování dna a rekonstrukce hráze. Kvalita vody způsobovala téměř úplný útlum rekreačního využití. V létě 2009 bylo koupání zcela zakázané.
Revitalizace Vodní nádrže Plumlov probíhala v letech 2009 až 2013.
14. září 2009 začalo vypouštění pěti a půl milionu kubíků vody. Během následujících několika let bylo odvezeno bahno 22 tisíci nákladních aut, bylo vyloveno 20 tun ryb. Sedimenty byly odtěženy do hloubky 40 centimetrů.
Revitalizace stála 250 mil. Kč. Samotné čištění dna nádrže včetně přilehlého Podhradského rybníku stálo 140 mil Kč. Byly vybudovány mokřady, pro odstraňování fosforu, hlavní živiny pro sinice. Srážedla fosforu instalovalo Povodí Moravy také na přítoky. Zcela zamezit přísunu fosforu může ale až odkanalizování všech obcí nad přehradou. K roku 2016 neměla kanalizaci asi polovina obcí. Opravená hráz by měla plnit protipovodňovou funkci nejméně do roku 2063.
Po vybagrování dna a rekonstrukci hráze byla přehrada znovu napouštěna od podzimu 2013 do jara 2014. Po vyčištění se v plumlovské přehradě mohlo znovu koupat v létě 2014. Do roku 2018 byla kvalita vody Krajskou hygienickou stanicí v Olomouci klasifikována jako "výborná". Od roku 2018 do roku 2024 byla hodnocena 2. stupněm ze 4 jako "dobrá".

## Galerie

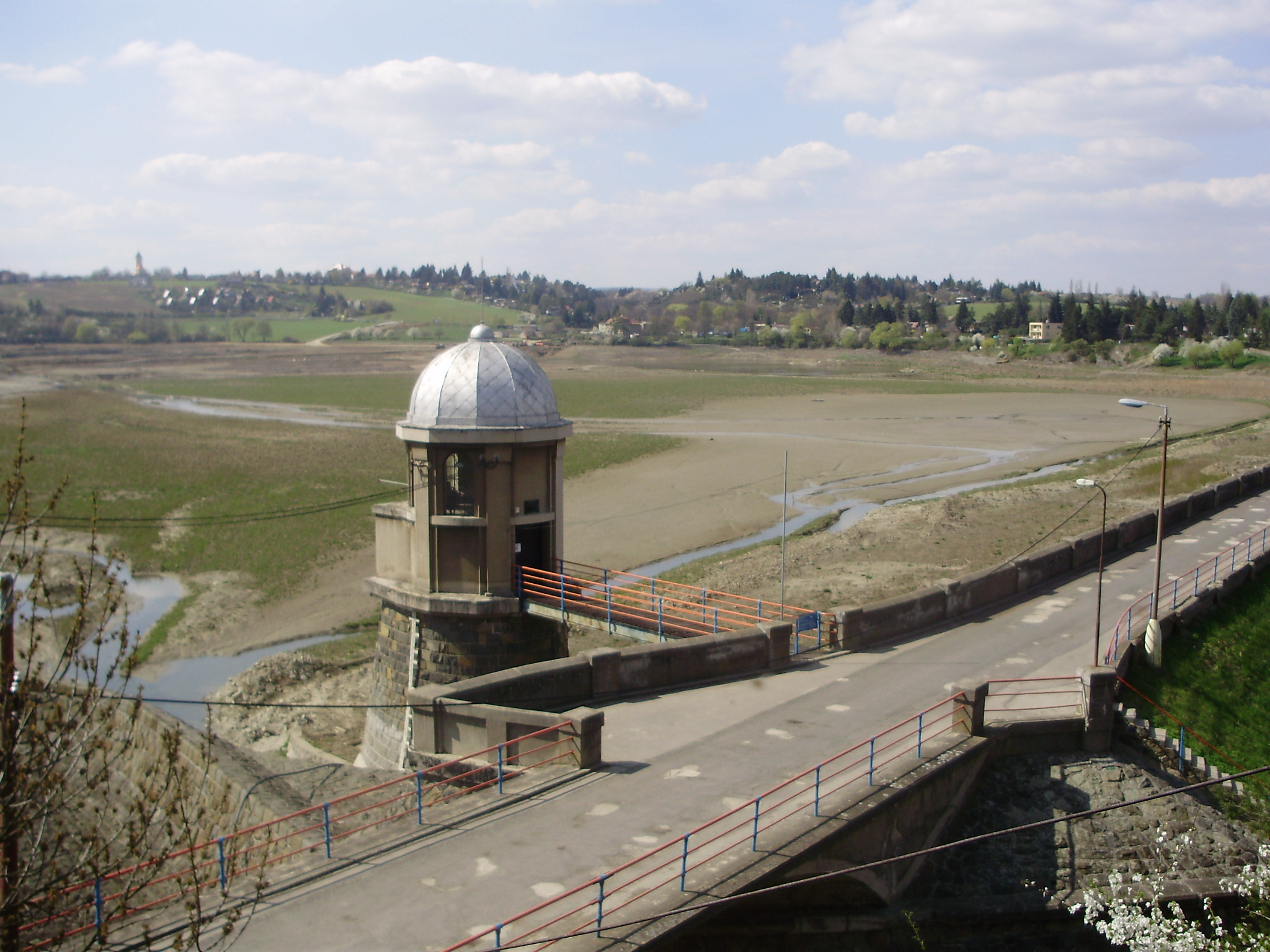
Vypuštěná přehrada duben 2011 (pohled od kempu)
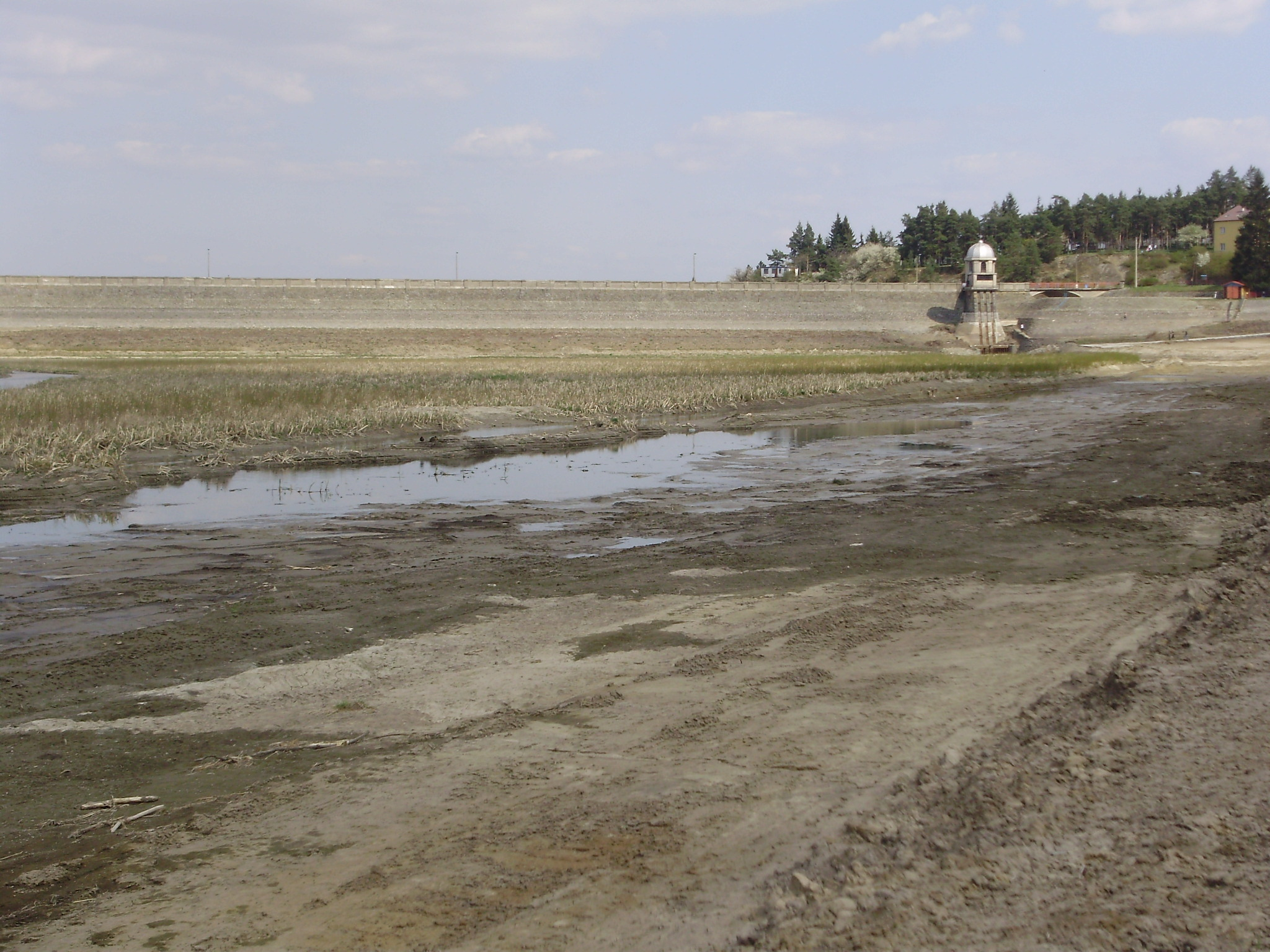
Vypuštěná přehrada duben 2011 (pohled ze dna)
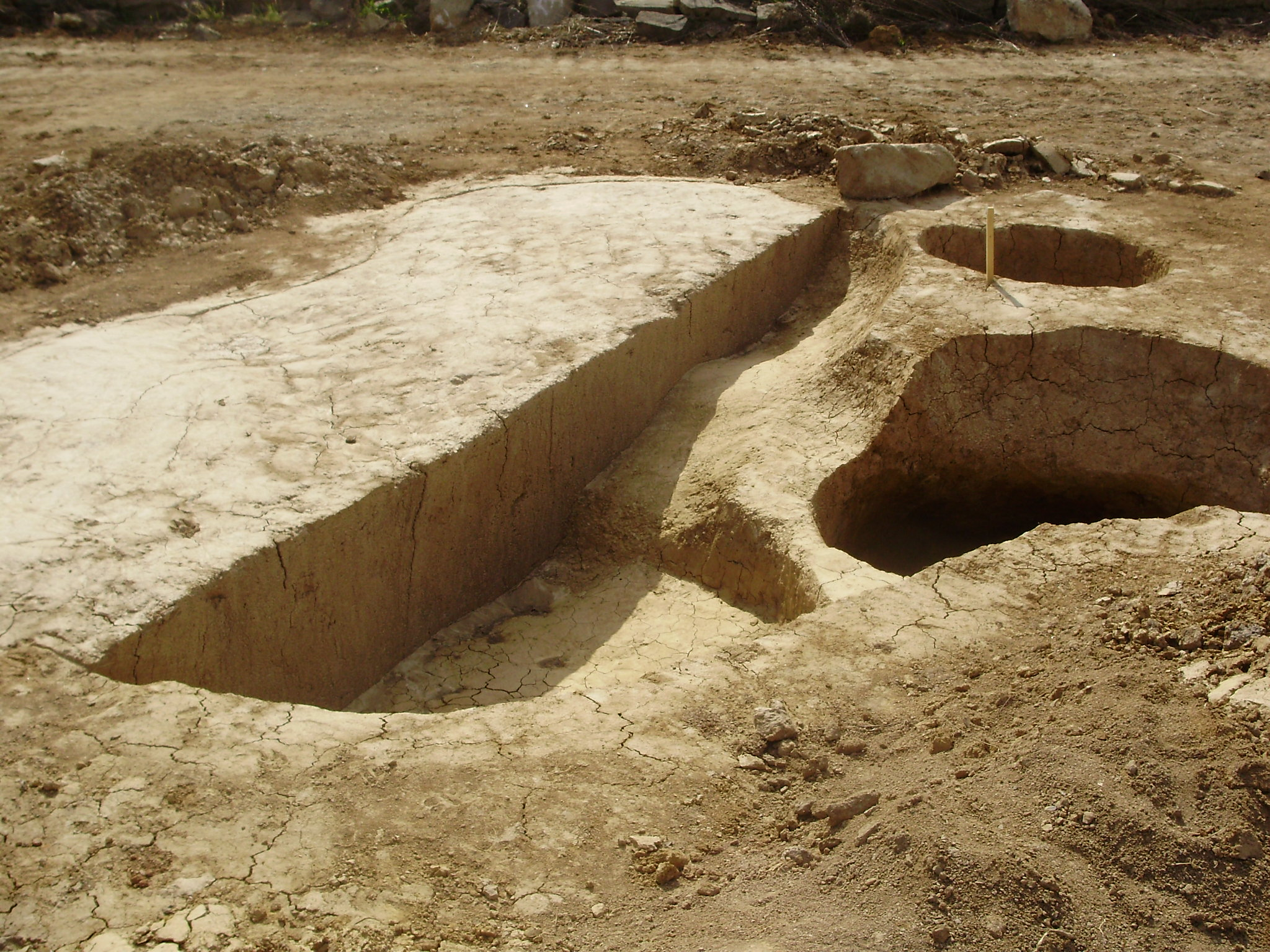
Odkryté vykopávky na dně přehrady
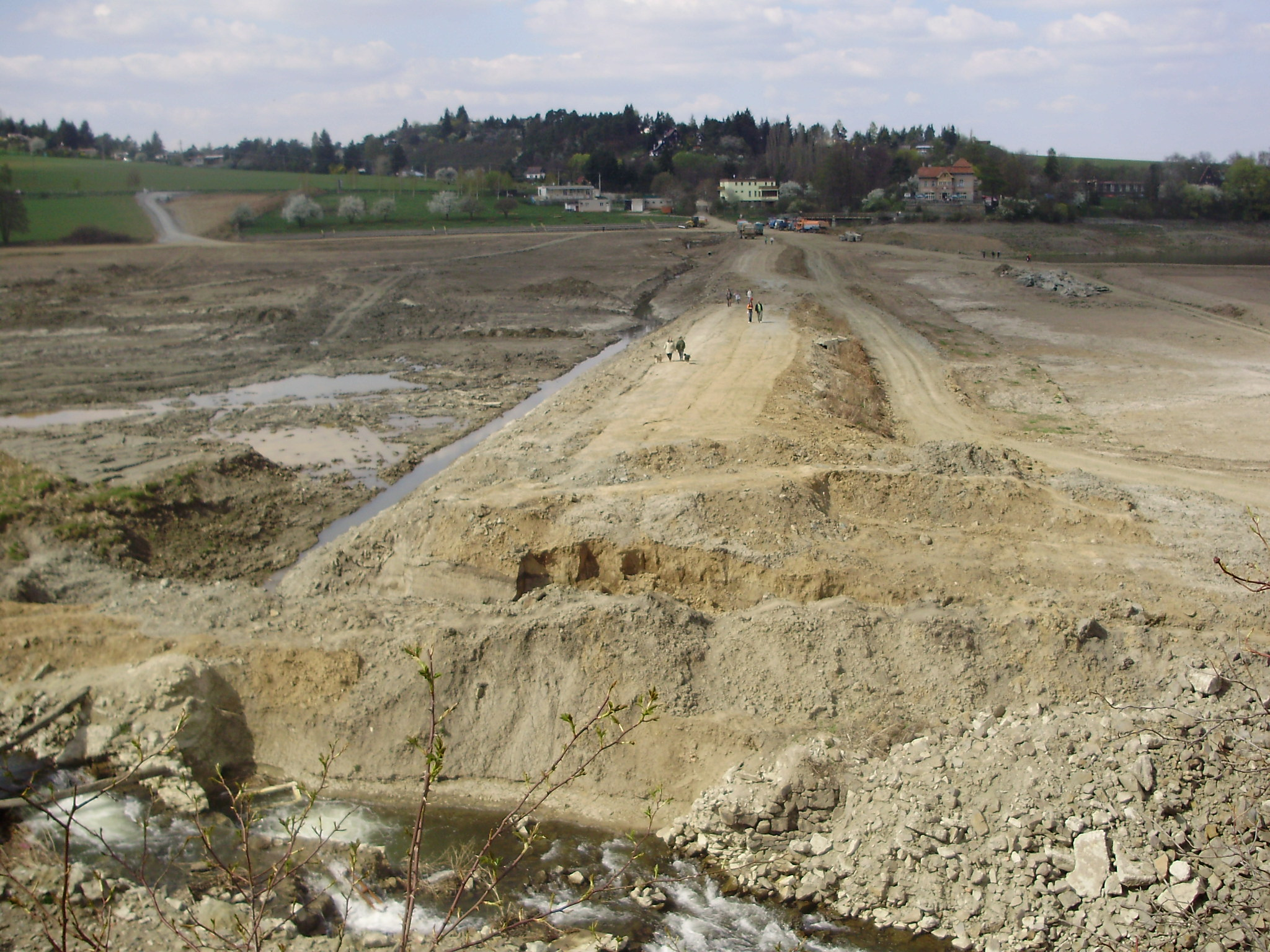
Pohled na starou hráz